# Otjimbingwe

Otjimbingwe est une implantation coloniale, dans la région d'Erongo, au centre de la Namibie. Elle compte environ 8 000 habitants.

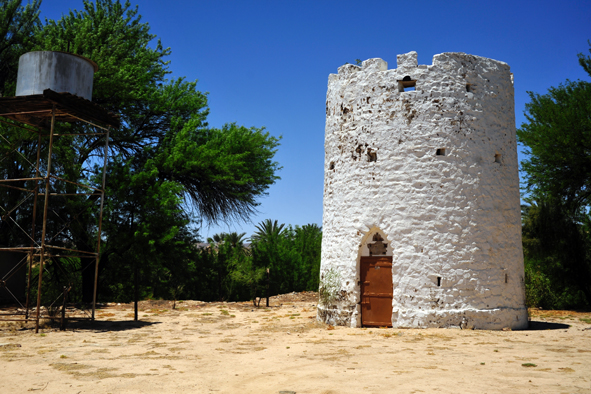
Tour de la poudrière à Otjimbingwe, construit par les habitants en 1870 comme une tour fortifiée

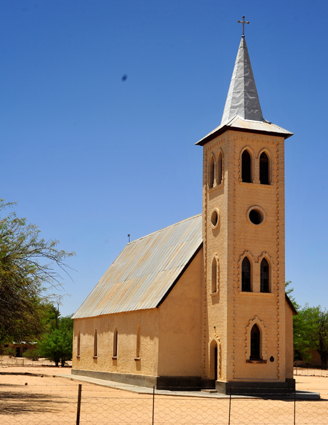
Église missionnaire rhénane à Otjimbingwe

## Histoire
La Société des missions du Rhin, une association missionnaire allemande, utilisa Otjimbingwe au XIXe siècle, comme un camp de base pour les missions en Namibie. Une église fut construite par les missionnaires en 1867. Bien conservée, elle est considérée comme la principale attraction de la ville.
En 1855, du cuivre a été trouvé dans la région, et une société minière y a établi ses bureaux. Mais les filons se sont vite épuisés. 
Sous le contrôle d'Heinrich Göring, gouverneur du Sud-Ouest africain allemand de 1885 à 1890, la ville devint la capitale du Sud-Ouest africain vers la fin des années 1880. Toutefois, le pouvoir s'est progressivement déplacé vers Windhoek, où l'administration civile s'y installa définitivement en 1892. La ligne de chemin de fer entre Windhoek et Swakopmund a été achevée dans les années 1900, en contournant Otjimbingwe, ce qui contribua au déclin de Otjimbingwe.
Le 24 avril 1887 la ville fut attaquée et totalement pillée par Hendrik Witbooi et ses hommes. Des chevaux appartenant aux colons blancs furent volés, dont un appartenant au gouverneur Heinrich Göring, mais ils furent dédommagés à la demande de celui-ci.